# Platonische liefde
Platonische liefde of een platonische relatie is in het hedendaagse denken een liefdesrelatie waaraan geen seksueel handelen (lichamelijke liefde) of begeerte te pas komt: een innige vriendschap, een liefde zonder lichamelijke wensen.

## Achtergrond
Plato
Het begrip platonische liefde gaat terug op de Griekse filosoof Plato, die er evenwel iets anders onder verstond dan in de moderne tijd. Hij beschreef het uitvoerig in zijn dialoog Symposion. Hij brengt het daar in verband met het begrip 'eros', waar het woord 'erotiek' van afstamt. Het concept  vriendschap is volgens Plato van een andere orde dan liefde en is niet gelijk te stellen aan 'platonische liefde'.
Volgens Plato was echte liefde alleen mogelijk tussen 'gelijken'. Gelijken waren diegenen die over gelijke rechten en status beschikten, of konden beschikken. Vrouwen hoorden hier in het oude Athene niet bij, en daarom was volgens Plato echte liefde tussen man en vrouw niet mogelijk. Gelijken waren in die tijd alleen mensen van hetzelfde geslacht.
Naar Plato's idee was de platonische liefde de hoogste trap van liefde, in tegenstelling tot lichamelijk begeren en seks, wat hij als een eerste trap beschouwde. Van daaruit kon de mens een hogere trap bereiken door de liefde voor de juiste levensinstellingen, voor de wetenschap, en voor goede gedachten. De platonische liefde was de hoogste trap: het in elk mens aangeboren streven en begeren naar zaken als schoonheid, waarheid, en uiteindelijk goddelijkheid. Daarmee had dit streven een mystieke dimensie. Deze trap bereikten slechts weinig mensen. Diegenen die zich intensief met dit streven bezighielden noemde Plato filosofen.
Plato realiseerde zich dat voortplanting door middel van lichamelijke liefde tussen twee personen van verschillend geslacht een noodzakelijke voorwaarde is voor het voortbestaan van de mensheid, maar wie deze eerste trap aanzag voor de hoogste vorm van liefde, stond gelijk aan de dieren, die niet beter weten. Dieren namen in Plato's hiërarchie een lagere plaats in dan de mens, omdat volgens hem alleen de mens (de man) een ziel heeft en de hoogste trap van liefde alleen kan bestaan tussen zielen.  
Neoplatonisme
Na Plato sprak als eerste de neoplatonistische renaissancefilosoof Marsilio Ficino (1433-1499) over het idee van de 'amor platonicus' (platonische liefde). Zijn uiteenzettingen hierover in De amore (Over de liefde) vormen de synthese van Plato's ideeënleer met die van de christelijke filosofie. Volgens Plato was de liefde tussen twee mensen in de zintuigelijke wereld een aardse afspiegeling van de ultieme en sublieme vorm van goddelijke liefde in de wereld der ideeën. Bij de neoplatonici veranderde dit in een afspiegeling van de mystieke liefde van God in de hemel. Plato's gedachte dat echte liefde tussen man en vrouw niet mogelijk was omdat alleen mannen een ziel hebben en dus in staat zijn tot de hoogste trap van liefde, viel niet te rijmen met de dogma's van de christelijke leer en verdween uit het neoplatonische gedachtegoed. 
Freud
Na de renaissance onderging het begrip platonische liefde een verschuiving in betekenis. Aan het eind van de 19e eeuw bracht de psychoanalyse van Sigmund Freud het begrip 'erotiek' in verband met seksuele lust (libido). Als afweermechanisme probeert de mens deze als primitief geziene oerdrift volgens Freud te sublimeren in sociaal meer acceptabele ambities. Het menselijk streven is gericht op een 'hogere' en 'zuivere' vorm van liefde en ziet af van lichamelijke behoeften. In de roman Extaze. Een boek van geluk (1892) van Louis Couperus beleven de hoofdpersonages hun sublieme moment van liefdesgeluk door het besef dat ze verwante zielen zijn en in zuiver licht verkeren.
Moderne tijd
Dat de hoogst bereikbare, zuivere vorm van liefde voor zowel Plato als de neoplatonici behoort tot het domein van de ziel, met afzien van zintuigelijke, lichamelijke behoeften, heeft in het spraakgebruik in de Moderne Tijd geleid tot de simplificatie dat een diepgaande vriendschap of een liefdesrelatie zonder seksualiteit synoniem zou zijn met 'platonische' liefde. Deze term gaat dan voorbij aan wat Plato en Ficino als hoogste en zuiverste vorm van liefde beschouwden, terwijl het concept 'vriendschap' voor Plato van een andere orde is dan liefde.
- Gemeinsame Normdatei: 4246264-2
- Library of Congress Control Number: sh85078527
- Nationale Bibliotheek van Israël: 987007536246905171